# Göttingische Gelehrte Anzeigen
Göttingische Gelehrte Anzeigen (tyska för "Göttingens lärda underrättelser") är en tysk tidskrift.
Göttingische Gelehrte Anzeigen, den äldsta av Tysklands kritiskt vetenskapliga tidskrifter, uppsattes 1739 under ett delvis annat namn och har sedan stiftandet av Gesellschaft der Wissenschaften zu Göttingen utgivits under dettas hägn. Bland dess redaktörer märks Albrecht von Haller, Christian Gottlob Heyne, Johann Gottfried Eichhorn och Arnold Hermann Ludwig Heeren. Tidskriften utkommer numera två gånger om året och lämnar omfattande granskningar av arbeten inom skilda vetenskaper. Tidskriftens historia har behandlats av Oppermann (1844), Wüstenfeld (1887) och Roethe (1903). 